# La Magie de Motown
La Magie de Motown (Motown Magic) est une série télévisée animée, créée par Josh Wakely et produite pour Netflix. La série suit Ben, décrit par Netflix comme "un garçon aux yeux écarquillés, au grand cœur et à l’imagination étonnante", qui utilise un pinceau magique pour donner vie au street art de Motown. Josh Wakely a acquis les droits mondiaux de la musique de Motown pour figurer dans la série. Le programme propose des versions de chansons de la célèbre maison de disques, interprétées par des artistes-interprètes contemporains et intégrées au récit. Les hits de Motown enregistrés dans la série proviennent d'artistes tels que The Jackson 5, Michael Jackson, The Temptations, Stevie Wonder, Marvin Gaye et Smokey Robinson.
La série a été diffusée pour la première fois dans le monde entier sur Netflix le 20 novembre 2018.

## Distribution

### Voix françaises
- Élodie Menant : Mickey
- Charles Germain : Brad, Bill
- Jean-Michel Vaubien : Jimmy Mack, Danny le dinosaure, Coach, homme vampire de la télé, Man 1
- Sidi Biggy : Dancing Machine
- Charlotte Hennequin : Skywriter
- Thierry Desroses : Grand-père Marvin

## Liste des épisodes

### Saison 1
| N° | Titre                                       | Durée | Résumé |
| -- | ------------------------------------------- | ----- | ------ |
| 1  | It's as Easy as ABC                         | 26:01 |        |
| 2  | Dancing Machine                             | 15:03 |        |
| 3  | Jimmy Mack                                  | 15:03 |        |
| 4  | My girl                                     | 15:03 |        |
| 5  | Mickey's Monkey                             | 15:03 |        |
| 6  | Happy Birthday                              | 15:03 |        |
| 7  | Dancing in the Street                       | 15:05 |        |
| 8  | Money (That's What I Want)                  | 15:00 |        |
| 9  | Master Blaster                              | 15:00 |        |
| 10 | I Can't Help Myself (Sugar Pie, Honey Buch) | 15:00 |        |
| 11 | Don't You Worry 'Bout a Thing               | 15:05 |        |
| 12 | Ben                                         | 15:02 |        |
| 13 | (Love Is Like a) Heatwave                   | 15:02 |        |
| 14 | War                                         | 15:02 |        |
| 15 | The Tracks of My Tears                      | 15:02 |        |
| 16 | Road Runner                                 | 15:02 |        |
| 17 | Smiling Faces Sometimes                     | 15:00 |        |
| 18 | Twenty-Five Miles                           | 15:02 |        |
| 19 | Skywriter                                   | 15:02 |        |
| 20 | Runaway Child, Running Wild                 | 15:02 |        |
| 21 | Don't Mess with Bill                        | 15:02 |        |
| 22 | Stop in the Name of Love                    | 15:00 |        |
| 23 | I Wish                                      | 15:02 |        |
| 24 | Ain't No Mountain High Enouhgh              | 15:00 |        |
| 25 | For Once in My Life                         | 15:02 |        |

## Réception
Motown Magic a reçu des critiques favorables. Les critiques ont salué le concept d'imagination de chansons de Motown pour un public jeune.

### Bandes sonores
La première bande originale de l'émission a été diffusée sur le service en ligne music streaming Apple Music le 20 novembre 2018.